# Aigremont (Flémalle)
Pour les articles homonymes, voir Aigremont.
Aigremont est un lieu-dit de la commune belge de Flémalle. Il est connu pour son château.

## Toponymie
L'origine du nom reste assez floue bien que l'on suggère l'origine à Beuves d'Aigremont.

## Géographie
Le lieu-dit s'étend de la plaine du château jusqu'aux grottes Schmerling. Le bois d'Eyemont se situe au nord, le Bois-des-Moines au nord-est, La Crâne à l'est, Chokier au sud-est, la Basse-Awirs au sud, Engis à l'ouest, la Hena au nord-ouest et les Awirs au nord-ouest également.

### Géologie
Aigremont est divisé en trois. Les grottes Schmerling sont situées sur des grandes falaises avec un plateau d'une hauteur conséquente. Au centre, on a une vallée creusée par le ruisseau des Awirs et à l'ouest, des falaises avec un plateau sur lequel a été érigé le château. Une carrière est exploitée de chaque côté de la rue des Awirs.
La plaine à l'est du château est une bande d'ampélite qui fut décrite par Omalius d'Halloy en 1853. On y trouve des marais bordés de bois ainsi que des étangs.

### Hydrographie
Le ruisseau des Awirs passe en contrebas du château, il longe la rue des Awirs. Il est particulièrement bien aménagé et canalisé car il passe dans l'exploitation de la carrière et que dans le passé, plusieurs moulins, alunières et autres entreprises faisaient usage du ruisseau.

### Infrastructures
Seulement deux rues traversent Aigremont, la rue des Awirs, au contrebas du château, et la rue du Château d'Aigremont, un cul-de-sac en direction du château. De nombreuses promenades permettent de relier la rue des Awirs au château et aux grottes.

### Population
Le lieu-dit s'étend sur 0,6792 km2 pour 17 habitants au 1er janvier 2020, la plupart d'entre eux se situent le long de la rue des Awirs.

## Tourisme
Outre le château qui reste une activité prospère pour le lieu-dit et la commune, on peut citer la margarinerie. Bien que nommée Aigremont, elle se situe en réalité dans le lieu-dit de la Basse-Awirs.
Les grottes de Schmerling sont un lieu idéal de promenade et d'escalade, avec un club privé exploitant les activités.

### Château d'Aigremont
Le château d'Aigremont est connu de toute la région. Il est perché sur une ligne de crêtes, à la limite d'une plaine. En 1715, Mathias Clercx acquit la seigneurie d'Aigremont et y fit construire le château actuel d'un style liégeois remarquable. Ce style est comparable à celui du musée Curtius, avec ses briques rouges.
Avant la construction du château se trouvait une forteresse.

### Grottes Schmerling
Les grottes sont découvertes et explorées par Philippe-Charles Schmerling en 1829. On y découvre les restes de trois individus d'homme de Néandertal, les premiers de ce type découverts au monde.